# Holt County, Nebraska
Holt County är ett administrativt område i delstaten Nebraska, USA, med 10 435 invånare. Den administrativa huvudorten (county seat) är O'Neill.

## Geografi
Enligt United States Census Bureau har countyt en total area på 6 263 km². 6 250 km² av den arean är land och 13 km² är vatten.

### Angränsande countyn
- Boyd County - nord
- Knox County - öst
- Antelope County - sydost
- Wheeler County - syd
- Garfield County - syd
- Loup County - sydväst
- Rock County - väster
- Keya Paha County - nordväst

### Orter
- Atkinson
- Chambers
- Emmet
- Ewing
- Inman
- O'Neill (huvudort)
- Page
- Stuart